# Carling Brewery
Carling Brewery er et bryggeri, der blev grundlagt i 1840 af Thomas Carling i London, Ontario, Canada. I 1952 blev Carling lagerøl solgt i Storbritannien for første gang, og i 1980'erne var det blevet landets mest populære øl baseret på volumen. Selskabet har skiffet hænder flere gange; det blev købt af Canadian Breweries, der omdøbte omdøbte det til Carling O'Keefe, som efterfølgende fusionerede med Molson Brewery, der herefter blev slået sammen med Coors og dannede Molson Coors.